# Лундмарк, Анна
Анна Лундмарк (швед. Anne Lundmark) — шведская ориентировщица, призёр чемпионата мира 1976 года по спортивному ориентированию в индивидуальной гонке и в эстафете.
На чемпионате мира 1976 года, проходившем в шотландском городе Авимор (Aviemore) Анна Лундмарк завоевала бронзу на индивидуальной дистанции, уступив финке Лийсе Вейялайнен и своей соотечественнице Кристин Кульман.
В заключительный день чемпионата, в составе эстафетной команды Швеции (Ингрид Ульссон, Кристин Кульман и Анна Лундмарк) завоевала золотые медали, оставив позади сборную Финляндии и сборную Венгрии на втором и третьем месте, соответственно.